# Чудінов Максим Валерійович
Максим Валерійович Чудінов (рос. Максим Валерьевич Чудинов; нар. 25 березня 1990, Череповець) — російський хокеїст, захисник клубу КХЛ «Адмірал». Гравець збірної команди Росії.

## Ігрова кар'єра
Хокейну кар'єру розпочав на батьківщині 2006 року виступами за команду «Сєвєрсталь».
2010 року був обраний на драфті НХЛ під 195-м загальним номером командою «Бостон Брюїнс».
Влітку 2012 Максим перейшов до клубу КХЛ СКА (Санкт-Петербург). 15 жовтня 2017 року Чудінова обміняли на гравця омського «Авангарду» Дмитра Завгороднього.
5 липня 2022 року погодився відвідати передсезонний тренувальний табір казанського «Ак Барсу». У складі казанців відіграв лише сім матчів та 22 листопада 2022 року Максим підписав однорічний контракт із іншою командою КХЛ «Спартак» (Москва).
У наступне міжсезоння Чудінов залишив «Спартак» на правах вільного агента і 15 травня 2023 року погодився укласти однорічний контракт на сезон 2023–24 з клубом «Адмірал» (Владивосток).
Був гравцем молодіжної збірної Росії, у складі якої брав участь у 33 іграх. У складі національної збірної Росії чемпіон світу 2014 року.

## Нагороди та досягнення
- Володар Кубка Гагаріна в складі СКА (Санкт-Петербург) — 2015, 2017.[6]
- Володар Кубка Гагаріна в складі «Авангард» (Омськ) — 2021.[7]

## Статистика

### Клубні виступи
| Сезон        | Клуб                  | Ліга         | Регулярний сезон | Регулярний сезон | Регулярний сезон | Регулярний сезон | Регулярний сезон | Плей-оф | Плей-оф | Плей-оф | Плей-оф | Плей-оф |
| Сезон        | Клуб                  | Ліга         | І                | Г                | П                | О                | ШХ               | І       | Г       | П       | О       | ШХ      |
| ------------ | --------------------- | ------------ | ---------------- | ---------------- | ---------------- | ---------------- | ---------------- | ------- | ------- | ------- | ------- | ------- |
| 2006–07      | «Сєвєрсталь»          | Росія        | 2                | 0                | 0                | 0                | 0                | 3       | 0       | 0       | 0       | 2       |
| 2007–08      | «Сєвєрсталь»          | Росія        | 18               | 0                | 0                | 0                | 10               | 1       | 0       | 0       | 0       | 0       |
| 2008–09      | «Сєвєрсталь»          | КХЛ          | 25               | 0                | 0                | 0                | 14               | —       | —       | —       | —       | —       |
| 2009–10      | «Сєвєрсталь»          | КХЛ          | 47               | 6                | 8                | 14               | 30               | —       | —       | —       | —       | —       |
| 2010–11      | «Сєвєрсталь»          | КХЛ          | 52               | 8                | 15               | 23               | 30               | 6       | 0       | 2       | 2       | 4       |
| 2011–12      | «Сєвєрсталь»          | КХЛ          | 52               | 9                | 26               | 35               | 62               | 6       | 0       | 2       | 2       | 10      |
| 2012–13      | СКА (Санкт-Петербург) | КХЛ          | 47               | 2                | 8                | 10               | 46               | 12      | 1       | 1       | 2       | 6       |
| 2013–14      | СКА (Санкт-Петербург) | КХЛ          | 50               | 7                | 11               | 18               | 44               | 10      | 0       | 1       | 1       | 11      |
| 2014–15      | СКА (Санкт-Петербург) | КХЛ          | 51               | 5                | 12               | 17               | 56               | 21      | 1       | 8       | 9       | 20      |
| 2015–16      | СКА (Санкт-Петербург) | КХЛ          | 56               | 8                | 10               | 18               | 87               | 15      | 1       | 4       | 5       | 6       |
| 2016–17      | СКА (Санкт-Петербург) | КХЛ          | 42               | 4                | 10               | 14               | 26               | 1       | 0       | 1       | 1       | 0       |
| 2017–18      | СКА (Санкт-Петербург) | КХЛ          | 14               | 0                | 2                | 2                | 56               | —       | —       | —       | —       | —       |
| 2017–18      | «Авангард» (Омськ)    | КХЛ          | 31               | 5                | 11               | 16               | 50               | 7       | 2       | 2       | 4       | 2       |
| 2018–19      | «Авангард» (Омськ)    | КХЛ          | 59               | 9                | 10               | 19               | 22               | 19      | 3       | 4       | 7       | 4       |
| 2019–20      | «Авангард» (Омськ)    | КХЛ          | 12               | 2                | 2                | 4                | 6                | —       | —       | —       | —       | —       |
| 2020–21      | «Авангард» (Омськ)    | КХЛ          | 32               | 2                | 6                | 8                | 16               | 2       | 0       | 1       | 1       | 2       |
| 2022–23      | «Ак Барс»             | КХЛ          | 7                | 0                | 1                | 1                | 2                | —       | —       | —       | —       | —       |
| 2022–23      | «Спартак» (Москва)    | КХЛ          | 33               | 3                | 2                | 5                | 24               | —       | —       | —       | —       | —       |
| Усього в КХЛ | Усього в КХЛ          | Усього в КХЛ | 611              | 70               | 134              | 204              | 571              | 99      | 8       | 26      | 34      | 65      |

### Збірна
| Рік                | Команда            | Турнір             | Місце              | І  | Г | П  | О  | ШХ |
| ------------------ | ------------------ | ------------------ | ------------------ | -- | - | -- | -- | -- |
| 2007               | Росія              | U18                | 1                  | 7  | 2 | 2  | 4  | 8  |
| 2008               | Росія              | U18                | 2                  | 6  | 1 | 4  | 5  | 27 |
| 2008               | Росія              | МЧС                | 3                  | 7  | 0 | 1  | 1  | 0  |
| 2009               | Росія              | МЧС                | 3                  | 7  | 0 | 5  | 5  | 6  |
| 2010               | Росія              | МЧС                | 6-е                | 6  | 2 | 2  | 4  | 6  |
| 2014               | Росія              | ЧС                 | 1                  | 10 | 0 | 1  | 1  | 4  |
| 2015               | Росія              | ЧС                 | 2                  | 10 | 1 | 3  | 4  | 4  |
| 2016               | Росія              | ЧС                 | 3                  | 9  | 1 | 3  | 4  | 4  |
| Молодіжна збірна   | Молодіжна збірна   | Молодіжна збірна   | Молодіжна збірна   | 33 | 5 | 14 | 19 | 47 |
| Національна збірна | Національна збірна | Національна збірна | Національна збірна | 29 | 2 | 7  | 9  | 12 |